# Calderara di Reno
Calderara di Reno (emilián nyelven Caldarèra) település Olaszországban, Emilia-Romagna régióban, Bologna megyében. Lakosainak száma 13 502 fő (2023. január 1.). Calderara di Reno Anzola dell’Emilia, Bologna, Castel Maggiore és Sala Bolognese községekkel határos.

## Népesség
A település népességének változása:
| Lakosok száma | 11 632 | 13 224 | 13 502 |
|               | 2001   | 2018   | 2023   |